# Jos Alberts (wielrenner, 1961)
Jos (J.M.F.) Alberts (Geleen, 10 november 1961) is een voormalig Nederlands wielrenner.
Alberts werd in 1984 beroepsrenner bij de ploeg AVP-Vidital. In 1985 trad hij toe tot de Panasonic Raleighploeg van Peter Post. Hij kwam uit in de Ronde van Spanje van dat jaar. Nadat hij in de tweede etappe op een achterstand van bijna 40 minuten was gezet, gaf hij in de derde etappe op. Later dat jaar pakte hij zijn studie weer op. Eind 1986 behaalde hij zijn MBA Bedrijfskunde aan Universiteit Nyenrode.
In 1987 kwam Alberts uit voor de ADR Renting profploeg en in 1988 startte hij samen met zijn vader de ZERO Ploeg op; een initiatief dat zich vooral richtte op jonge profwielrenners. In augustus 1989 was de Ridderronde van Maastricht de laatste wedstrijd die Alberts reed.
Vanaf 1989 werkte hij beroepsmatig in sportmarketing, eerst gespecialiseerd in de wielersport, later voetbal. Alberts was in 2012 kortstondig algemeen directeur bij voetbalclub Fortuna Sittard. In 2016 startte hij mee de opleiding Sportmanagement op aan SYNTRA in Hasselt. Daar geeft hij nu zijn kennis door aan een nieuwe generatie sportmanagers. 

## Grote rondes
Deelnames aan grote rondes.
| Jaar | Ronde van Italië | Ronde van Frankrijk | Ronde van Spanje |
| ---- | ---------------- | ------------------- | ---------------- |
| 1985 |                  |                     | opgave           |